# غافين كيلي (لاعب كرة قدم)
غافين كيلي (بالإنجليزية: Gavin Kelly)‏ هو لاعب كرة قدم ولاعب جودو أسترالي وبريطاني في مركز حراسة المرمى، ولد في 29 سبتمبر 1968 في Beverley ‏ في المملكة المتحدة. لعب مع نادي برادفورد بارك أفنيو ونادي بريستول روفيرز ونادي سكاربورو ونادي سون هي ونادي هاروجيت تاون وهال سيتي.

## وصلات خارجية
- غافين كيلي على موقع قاعدة بيانات كرة القدم.إي يو (الإنجليزية)
- غافين كيلي على موقع Soccerbase.com (لاعب) (الإنجليزية)